# Taeniotes farinosus
Taeniotes farinosus är en skalbaggsart som först beskrevs av Linne 1758.  Taeniotes farinosus ingår i släktet Taeniotes och familjen långhorningar.
Artens utbredningsområde är:
- Costa Rica.
- Guyana.
- Guadeloupe.
- Paraguay.
- Surinam.
- Martinique.

Inga underarter finns listade i Catalogue of Life.